# Happysad
happysad — польская музыкальная группа, играющая в жанре альтернативный рок

## История
Группа была основана в 2001 году в городе Скаржиско-Каменна музыкантами, которые уже раньше играли вместе с 1995 года под названием HCKF (Hard Core’owe Kółko Filozoficzne), а в 1997 году группа сменила название на Happy Sad Generation. Название happysad появилось только в 2002 году, когда был выбран логотип группы (с названием, начинающимся со строчной буквы) и было записано демо с материалом, который позже был представлен на дебютном альбоме Wszystko jedno. Он вышел в июле 2004 года на лейбле S.P. Records. Впоследствии, в апреле 2007 года журнал Teraz Rock включил Wszystko jedno в 50 наиболее важных альбомов в истории польского рока.
В октябре 2005 года выходит второй альбом Podróże z i pod prąd, положительно принятый публикой и обеспечивший аншлаг на концертах во время гастрольного тура. Диск был также высоко оценён музыкальными критиками — журнал Teraz Rock относит его к одним из лучших польских альбомов 2005 года.
В середине 2006 года барабанщика Мачея Сосновского заменил Ярослав Дубиньский.
1 сентября 2007 года во время организованного группой фестиваля SKARfest состоялась премьера третьего альбома Nieprzygoda. Диск был записан в Studio S4 Польского Радио, а также в Słabe Studio SP Records (апрель-июнь 2007). Продюсером альбома стал Лешек Каминьский. В записи приняли участие Януш Здунек (Kult) — труба и Марчин Щвидерский — клавиши.
В середине сентября 2007 года альбом Nieprzygoda стал наиболее часто продаваемым диском в Польше. В ходе гастрольного тура Nieprzygoda Tour 2007 группа даёт концерты в 40 городах по всей Польше.
21 июня 2008 года happysad подписывает контракт с лейблом Mystic Production на выпуск первого в истории группы концертного DVD, получившего название на Na żywo w Studio, вышедшего 24 ноября 2008 года и уже в этот же день получивший статус золотого . На нём был представлен концерт в краковском клубе Studio 4 октября во время гастрольного тура Długa droga tour. Читатели журнала Teraz Rock признали этот DVD лучшим в Польше в 2008 году. 16 февраля 2009 года вышла аудиоверсия этого альбома в виде двойного CD.
Вместе с весенним туром Eska Rock Tour 2009 в happysad появился новый участник — Даниэль Поморский (труба, клавиши), с которым группа ранее сотрудничала при записи Na żywo w Studi.
19 октября 2009 состоялась премьера нового альбома группы Mów mi dobrze. Он вышел на лейбле Mystic Production и включал в себя 12 композиций. Запись диска состоялась в студиях Польского радио S-4 и S-3. Продюсером и звукорежиссёром альбома стал Лешек Каминьский. В мае 2010 года диск получил статус золотого.
2 октября 2010 года началось гастрольное турне Skazani na busa Tour, которое было прервано в конце ноября этого же года из-за серьёзной болезни барабанщика . Группа обещала, что те города, где намеченные концерты не состоялись, будут включены в зимне-весенний гастрольный тур.
В 2011 году, на фестивале в Ярочине состоялся юбилейный концерт, посвящённый десятилетию группы.
7 октября 2011 года вышло юбилейное творение группы — Zadyszka. Оно состоит из двух дисков — первый включает себя каверы известных песен happysad в исполнении дружественных музыкальных коллективов — Czesław Śpiewa, Indios Bravos, Enej, Muchy, Hurt и Frontside, другой — полную аудиозапись юбилейного концерта в Ярочине.
Осенью 2011 года команда также отправилась своё юбилейное турне Zadyszka Tour, концертный лист которого складывался в хронологическом порядке выхода песен. Кроме этого, 1 октября, во время открывающего тур концерта в Скаржиско-Каменной состоялась премьера переиздания первого демо группы.
В январе 2012 года happysad приступили к записи очередного альбома Ciepło/Zimno, который включил в себя 12 песен и бонус-трек «Stare miasto». Запись проходила в отдалённом от цивилизации сельском доме, продюсером и звукорежиссёром в очередной раз стал Лешек Каминьский, автором рисунка обложки стал художник Давид Рыский. Премьера альбома состоялась 5 сентября 2012 года.
В 2012 году группа также была приглашена выступать на Przystanеk Woodstock, один крупнейших фестивалей Европы. Выступление happysad было отмечено специальной наградой Złoty Bączek (рус. Золотой Волчок), а также приглашением на следующий фестиваль. Выступление 2013 года было записано на CD/DVD Przystanek Woodstock 2013, который вышел 4 декабря 2013 года.
В 2014 году группа выпускает очередной альбом Jakby nie było jutra .

## Состав
- Якуб Кавалец (пол. Jakub „Quka” Kawalec) — вокал, гитара
- Лукаш Цеглиньский (пол. Łukasz „Pan Latawiec” Cegliński) — гитара, вокал
- Артур Телька (пол. Artur „Artour” Telka) — бас-гитара
- Ярослав Дубиньский (пол. Jarosław „Dubin” Dubiński) — ударные
- Мачей Рамиш (пол. Maciej "Ramzej" Ramisz) — клавиши, гитара, вокал
- Михал Бонк (пол. Michał "Misiek" Bąk) — саксофон, клавиши

| Бывшие участники - Павел Пулторак (пол. Paweł Półtorak) — ударные (2002) - Пётр Шостак (пол. Piotr „Szosiu” Szostak) — ударные (2003) - Мачей Сосновский (пол. Maciej „Ponton” Sosnowski) — ударные (2003—2006) |

## Дискография
- Wszystko jedno (2004)
- Podróże z i pod prąd (2005)
- Nieprzygoda (2007)
- Mów mi dobrze (2009)
- Ciepło/Zimno (2012)
- Jakby nie było jutra (2014)